# Ian Roberts
Ian Roberts (Fort Beaufort, Sudáfrica; 30 de noviembre de 1951) es un actor, dramaturgo y cantante sudafricano. 

## Biografía
Roberts nació en Fort Beaufort en el Cabo Oriental y se crio en una granja de cítricos cerca de la ciudad. Asistió a la Escuela Preparatoria St. Andrew's y al St. Andrew's College en Grahamstown. Después de completar la escuela secundaria, realizó su servicio nacional obligatorio en el ejército sudafricano, que completó en 1971.
Después de una variedad de trabajos diferentes y un curso de fotografía en Port Elizabeth Technical College de 1973 a 1975, Roberts se matriculó en la Universidad de Rhodes en 1976 para obtener una licenciatura en Artes con especialización en Oratoria, Drama y Antropología Social. Desde entonces Ian Roberts ha construido una extensa carrera como actor en teatro, televisión y cine. Su personaje de Boet en una serie de anuncios televisivos del aceite de motor Castrol fue lo que le dio fama en Sudáfrica y el estatus de ícono local.

### Vida privada
Roberts estuvo casado con la actriz sudafricana Michele Botes, pero la pareja se divorció en 1999. Tienen dos hijos. Roberts también es un hablante nativo de inglés y también habla con fluidez afrikáans y xhosa, que aprendió mientras crecía en el Cabo Oriental. Hoy en día continua viviendo en Sudáfrica.

## Filmografía (Selección)

### Películas
| Año  | Título                             | Papel             | Notas                  |
| ---- | ---------------------------------- | ----------------- | ---------------------- |
| 1987 | Jane en busca de la ciudad perdida | Carl              |                        |
| 1989 | The Power of One                   | Hoppie Gruenewald |                        |
| 1997 | Mandela y de Klerk                 | Kobie Coetsee     | Película de televisión |
| 1998 | Tarzán y la ciudad perdida         | Capitán Dooley    |                        |
| 2000 | Soñé con África                    | Mike Donovan      |                        |
| 2004 | Tierra de sangre                   | Piet Müller       |                        |
| 2005 | Tsotsi                             | Capitán Smit      |                        |
| 2012 | Everyman's Taxi                    | John Dexter       |                        |